# SN 2008cx
SN 2008cx – supernowa typu IIb odkryta 5 czerwca 2008 roku w galaktyce NGC 309. W momencie odkrycia miała maksymalną jasność 17,70m.